# Mupínia
El mupínia (Moupinia poecilotis) és una espècie d'ocell de la família dels paradoxornítids (Paradoxornithidae), tot i que sovint encara se'l troba classificat amb els sílvids (Sylviidae). És l'únic membre del gènere moupinia. Es troba a l'interior de la Xina, als boscos de les muntanyes a l'est de l'altiplà del Tibet. El seu hàbitat el conformen matollars, herbassars i zones humides de l'interior. El seu estat de conservació es considera de risc mínim.

## Taxonomia
El gènere monotípic Moupinia fou introduït pels ornitòlegs francesos Armand David i Émile Oustalet el 1877. Inicialment el gènere estava classificat a la família dels timàlids (Timaliidae), però es traslladà a la família dels sílvids (Sylviidae) quan es demostrà la seva proximitat genètica amb els membres del gènere Sylvia.
El Congrés Ornitològic Internacional, en la seva llista mundial d'ocells (versió 10.2, 2020) el transferí finalment a la família dels paradoxornítids (Paradoxornithidae). Tanmateix, el Handook of the Birds of the World i la quarta versió de la BirdLife International Checklist of the birds of the world (Desembre 2019), aquest tàxon apareix classificat encara dins de la família dels sílvids.